# Jean Garrett
José Antônio Nunes Gomes da Silva (Açores, 16 de abril de 1946 ― São Paulo, 21 de abril de 1996), mais conhecido como Jean Garrett, foi um ator, diretor e produtor de cinema português radicado no Brasil.
Inserido no contexto de produção da Boca do Lixo paulista, é mais conhecido por suas obras A força dos sentidos (1978), Mulher, Mulher (1979) e o O Fotógrafo (1980).

## Carreira
Nascido no Arquipélago dos Açores, em Portugal, chegou ao Brasil em 1966 ainda adolescente na condição de turista e acabou por nunca retornar ao país de origem. Durante seu primeiro ano em solo brasileiro se sustentou como vendedor de livros até se lançar na carreira artística, na qual ficou conhecido por seu importante papel na indústria da Pornochanchada.
Em 1967, sob o pseudônimo Jean Silva, realizou diversos trabalhos com fotógrafos de moda na cidade de São Paulo, onde mais tarde montou seu próprio estúdio de publicidade e propaganda institucional, paralelamente, foi produtor, diretor e fotógrafo de fotonovelas para a revista Melodias.
Jean teve seu primeiro contato com o mundo cinematográfico no ano de 1968 ao lado de José Mojica Marins, trabalhando como ator, contrarregra e fotógrafo de cena no episódio "Pesadelo macabro", do filme Trilogia do Terror, e em “O Estranho Mundo de Zé do Caixão”. Em seguida, foi fotógrafo de cena e ator nas mãos de diretores como Ozualdo Candeias e Ody Fraga, além de exercer a função de assistente de direção nos filmes “A Noite do Desejo” e “Sedução” de Fauzi Mansur.
O período entre as décadas de 1960 e 1980 registra uma diversidade de mudanças estéticas, econômicas e políticas abrangentes na cultura brasileira, no qual surge o sucesso das produções da Boca do Lixo. É nesse baluarte do cinema nacional independente, conhecido principalmente por suas obras de apelo erótico, que Jean Garrett ganha notoriedade.
A carreira cinematográfica do cineasta foi alavancada a partir de sua parceria com o ator e produtor David Cardoso, com quem realizou seu primeiro longa como diretor, “A Ilha do Desejo” de 1975. A primeira película levando a assinatura de Garrett foi um enorme sucesso de bilheteria chegando a superar alguns filmes americanos lançados na época e a impulsionar a produtora de David Cardoso, a DaCar produções. A parceria se repetiu no filme “Amadas e Violentadas”, também de 1975, o qual chamou atenção por seu padrão formal que se distanciava de outros filmes do espectro das pornochanchadas. Demonstrando, assim, a singularidade de Jean em meio a outros diretores da Boca, já que possuía um alto cuidado formal, um controle de decupagem e um olhar estético intuitivo, creditados a seu tempo no ramo das fotonovelas, além de o afirmar como um artesão competente e mostrar sua capacidade de realizar filmes com boas respostas de bilheteria.
Apesar de ser alvo de críticas recorrentes a aspectos pontuais de seus filmes, como a cenografia com ambientes excessivamente decorados, a tentativa de evocar a cultura erudita através da utilização de músicas clássicas em suas trilhas e seus diálogos considerados artificiais, o cineasta luso-paulistano se esforçou para criar um cinema popular com certo nível de qualidade. Fato em grande parte materializado na sua busca por se vincular a profissionais acima da média técnica da Rua do Triunfo, como Carlos Reichenbach, Eder Mazzini e Inácio Araújo. Essa iniciativa de alcançar maior legitimidade artística e sofisticação estética, não só o diferenciava dos moldes da Boca do Lixo, mas também o aproximava do padrão crítico da grande imprensa e até mesmo do “público zona sul".

De fato, é determinante a forma como Jean Garrett oscila entre sua inserção na lógica de produção em massa com domínio da fórmula de certo gênero narrativo e sua a força criativa com marcas estilísticas reconhecíveis entre filmes.
“Nos filmes de Jean Garrett percebe-se a apropriação consciente de elementos estilísticos associados tanto à Hollywood clássica quanto ao cinema de gênero europeu de então, mas sem negligenciar o entretenimento ou comprometer a adesão do público.”
Os anos entre 1975 e 1980, constituíram o auge da Boca do Lixo, o que abriu espaço para um maior experimentalismo e diversificação das produções, as quais flertavam com diversas temáticas dentro e fora do mesmo gênero. Nesse contexto, Jean Garrett, que é comumente associado apenas a dramas eróticos, transita entre outros estilos fílmicos. “Excitação”, que possui Reichenbach como diretor de fotografia, foi um filme com elementos de horror de Jean lançado em 1976 e seguido pela sátira social Possuídas pelo Pecado, também de 1976. Em 1977 realiza, porém, um de seus filmes mais ambiciosos “Noite em Chamas”, uma tentativa de trazer o disaster movie ao território nacional, que acaba se tornando um dos maiores fracassos de público e crítica da carreira do diretor.
Um dos filmes mais reconhecíveis do diretor que estabeleceu oficialmente sua competência artística foi “Mulher, Mulher”, lançado em 1979. O filme, escrito em parceria com Ody Fraga, foi considerado ousado ao abordar uma densa atmosfera erótica sem abusar da vulgaridade. Esse, junto ao “A mulher que Inventou o Amor”, é um dos marcos iniciais para uma fase mais reflexiva da filmografia de Garrett, nele está explícita uma forte via intimista e psicologizante. Nesse período suas ideias foram de encontro com a preferência do público consumidor da Boca e também com a opinião dos críticos, que julgavam esses filmes como pretensiosos e estéreis.
O cineasta fundou sua própria produtora, Íris Produções Cinematográficas, em 1980. O primeiro projeto com ela realizado foi “O Fotógrafo”, uma de suas películas mais pessoais, que possui um viés semi autobiográfico, sem deixar de lado o apelo sexual que permeia todas as suas obras. Paralelamente, as produções da Boca do Lixo, assim como todos os outros segmentos do cinema brasileiro, experienciavam um declínio e uma desarticulação corrosiva neste período, ocasionando uma significativa mudança nas estratégias mercadológicas do cinema no Brasil.
A década de 80, popularmente chamada de “década perdida”, foi um momento em que o país passava por um complexo cenário de crise política e econômica abalando profundamente todas as parcelas sociais e industriais. Dessa maneira, a produção cultural brasileira foi fortemente desestabilizada, tendo em vista o enfraquecimento da intervenção estatal direta no setor, que ocorria desde meados da década de 60, por via do Instituto Nacional de Cinema e da Embrafilme. Junto a isso, outras causas para a decadência progressiva do cinema nacional ao longo desses anos foram: o esgotamento do modelo da pornochanchada, a crescente inflação que assolava o país, a pressão americana contra medidas protecionistas, o aumento da disputa no mercado exibidor com a entrada de filmes estrangeiros de sexo explícito, o desmantelamento de salas de exibição em centros urbanos, entre outros.
Evidentemente, esse contexto gera uma comoção por parte da comunidade cinematográfica, que faz uso de uma abordagem corporativista para tentar amenizar o impacto da situação. No Rio de Janeiro, há a fundação da Cooperativa Brasileira de Cinema, por 40 profissionais do ramo, já essa experiência cooperativa vai ser executada em São Paulo pela Boca do Lixo, em 1981, por meio da Embrapi. Essa instituição era formada por grandes nomes do cinema paulista na época, como Jean Garret, Toninho Meliande, Cláudio Portioli, Carlos Reichenbach, Eder Mazini, Ody Fraga, Concórdia Mattarazo, A. J. Moreiras, Mário Vaz Filho e Luiz Castillini, e replicava os mecanismos de montagem dos recursos financeiros praticados historicamente pelo sistema de produção da Boca.
A Embrapi realizou sete filmes em um ano, dos quais Garrett dirigiu dois, “Tchau, amor” (1982) e “A noite do amor eterno” (1982), que se encaixavam nas temáticas de sua fase recheada de psicologismos. A Boca, porém, se encontrava em uma encruzilhada entre a crise econômica causando diminuição do consumo e a entrada de filmes estrangeiros explícitos no país. Portanto, após o primeiro ano de atuação a cooperativa se rachou em função das pressões de mercado que levaram a uma divergência de escolhas profissionais entre seus participantes. Visto que muitos cineastas incorporaram a radicalização e passaram a realizar filmes de sexo explícito na tentativa de obedecer às injunções de mercado, sendo um deles Jean Garrett.
Em 1985, o cineasta luso-paulistano fez sua estreia na indústria pornográfica com o longa “Gozo Alucinante”, o qual, diferente de outros que também transacionaram para o gênero explícito, assinou sob o nome que o fizera famoso. Em seguida, dirigiu e produziu longas, como “Fuk Fuk à Brasileira” e “Entra e sai”, assinando sob seu nome de batismo. Por fim realizou seu longa de aposentadoria, “O Beijo da Mulher Piranha”, de 1986. Dessa forma, aparenta que Jean era um diretor pertencente a lógica de um específico segmento da indústria do cinema, já que a falência da pornochanchada e seus gêneros adjacentes levou a desaceleração da carreira do cineasta.
Jean Garrett terminou sua vida longe do cinema como administrador e diretor artístico do Teatro Bibi Ferreira em São Paulo e faleceu de infarto aos recém-completos 50 anos, em 1996. Hoje se encontra enterrado no cemitério de Vila Alpina, na capital paulista.

## Filmografia
| Ano  | Filme                            | Diretor | Produtor | Roteirista | Ator | Notas                                                        |
| ---- | -------------------------------- | ------- | -------- | ---------- | ---- | ------------------------------------------------------------ |
| 1968 | Trilogia do Terror               |         |          |            | X    | segmento "Pesadelo Macabro"                                  |
| 1968 | O Estranho Mundo de Zé do Caixão |         |          |            | X    | segmento "Idealogia", como Jean Silva                        |
| 1969 | Meu Nome É Tonho                 |         |          |            | X    |                                                              |
| 1970 | A Herança                        |         |          |            | X    |                                                              |
| 1971 | Uma Verdadeira História de Amor  |         |          |            | X    |                                                              |
| 1971 | Sangue em Santa Maria            |         |          |            | X    |                                                              |
| 1975 | A Ilha do Desejo                 | X       |          | X          |      | primeiro longa-metragem do diretor                           |
| 1976 | Possuídas pelo Pecado            | X       |          | X          |      | coescrito por Ody Fraga                                      |
| 1976 | Amadas e Violentadas             | X       |          | X          |      |                                                              |
| 1977 | Excitação                        | X       |          | X          |      | co-escrito por Ody Fraga                                     |
| 1978 | Noite em Chamas                  | X       |          | X          |      | co-escrito por Luiz Castellini e C. Reichenbach              |
| 1979 | A Força dos Sentidos             | X       |          | X          |      | co-escrito por W. A. Kopezky                                 |
| 1979 | Mulher, Mulher                   | X       |          | X          |      | co-escrito Ody Fraga                                         |
| 1979 | O Porão das Condenadas           |         |          |            | X    |                                                              |
| 1980 | A Fêmea do Mar                   |         |          |            | X    |                                                              |
| 1980 | O Gosto do Pecado                |         |          | X          |      | co-escrito por Inácio Araújo e Claudio Cunha                 |
| 1980 | A Mulher Que Inventou o Amor     | X       |          |            |      |                                                              |
| 1981 | O Fotógrafo                      | X       | X        | X          |      | montagem pelo próprio Garrett e co-escrito por Inácio Araújo |
| 1982 | As Gatas - Mulheres de Aluguel   |         | X        |            |      |                                                              |
| 1982 | Karina, Objeto de Prazer         | X       |          | X          |      |                                                              |
| 1982 | Amor, Palavra Prostituta         |         | X        |            |      |                                                              |
| 1982 | Amado Batista em Sol Vermelho    |         | X        |            |      |                                                              |
| 1982 | A Noite do Eterno Amor           | X       | X        | X          |      | co-escrito por Mario Vaz Filho                               |
| 1982 | Tchau Amor                       | X       |          | X          |      | co-escrito por Inácio Araújo                                 |
| 1983 | Estranho Desejo                  | X       |          |            |      | roteiro de Carlos Shintomi                                   |
| 1984 | Extremos do Prazer               |         | X        |            |      |                                                              |
| 1984 | Meu Homem, Meu Amante            | X       |          | X          |      | co-escrito por Rubens Francisco Luchetti                     |
| 1985 | Gozo Alucinante                  | X       |          | X          |      |                                                              |
| 1986 | Sinal Vermelho - as Fêmeas       |         |          |            | X    |                                                              |
| 1986 | Fuk Fuk à Brasileira             | X       |          |            |      | como J. A. Nunes                                             |
| 1986 | Entra e Sai                      | X       |          |            |      | como J. A. Nunes                                             |
| 1986 | O Beijo da Mulher Piranha        | X       |          | X          |      | como J. A. Nunes                                             |